# Ferrovia Lucerna-Immensee
La ferrovia Lucerna–Immensee è una linea ferroviaria svizzera che collega Lucerna a Immensee. 

## Storia

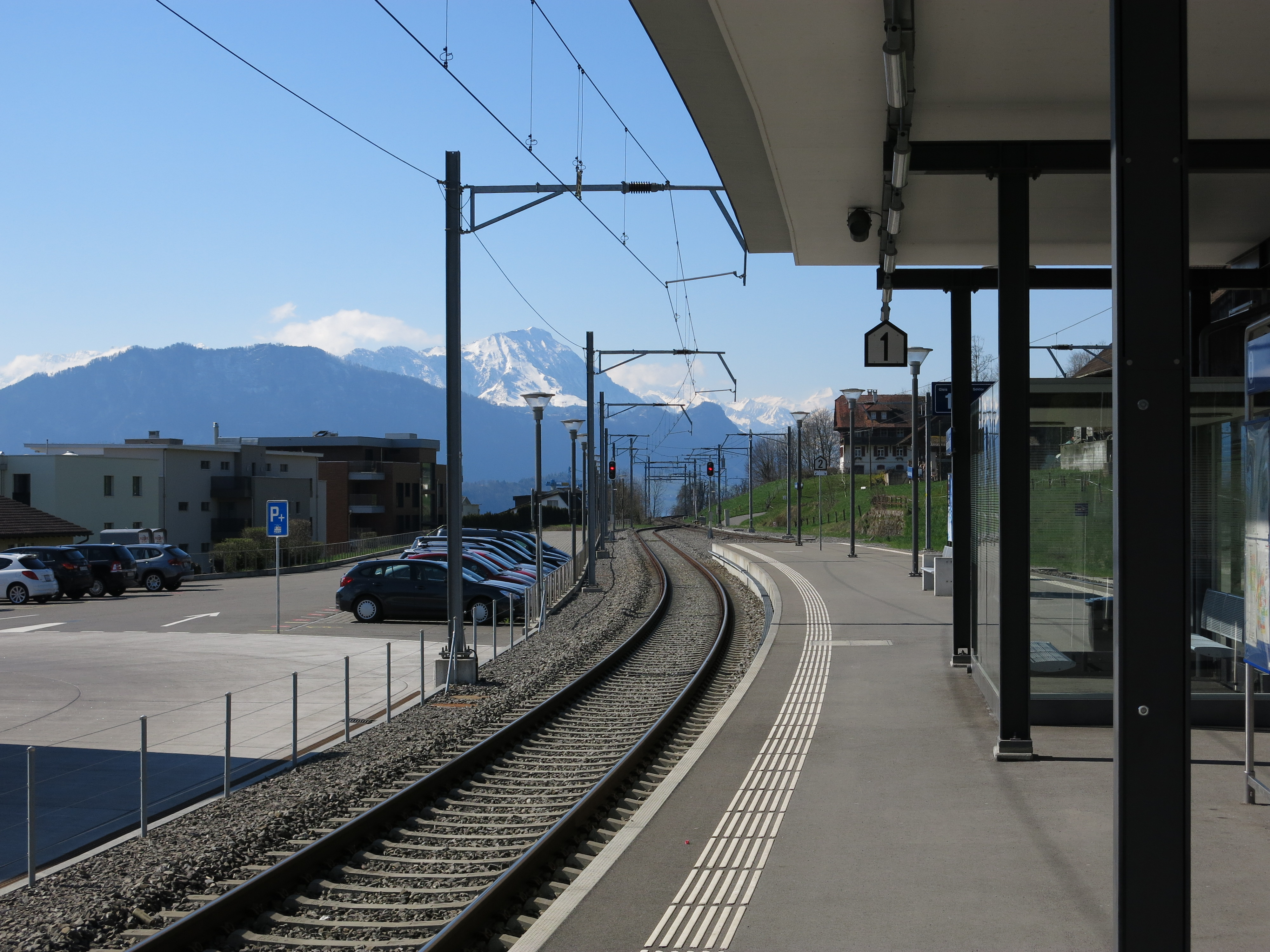
La stazione di Küssnacht am Rigi

La linea fu costruita dalla Gotthardbahn-Gesellschaft e fu aperta al servizio pubblico il 1º giugno 1897 raccordando Gütsch, sulla Olten-Lucerna, a Immensee, sulla ferrovia del Gottardo. A seguito della nazionalizzazione della rete ferroviaria della Gotthardbahn, il 1º maggio 1909, passò in gestione alle Ferrovie Federali Svizzere (FFS).
Nel 1997, la linea fu chiusa per effettuare vari lavori di ristrutturazione, tra cui la costruzione di una nuova stazione a Küssnacht. Da quel momento, i treni a lunga percorrenza del Gottardo transitano per Rotkreuz, mentre la tratta passante per Küssnacht è impiegata dai treni regionali e da quelli a lunga percorrenza per Romanshorn.
Nell'ambito del progetto della rete celere di Lucerna, nel 2006 fu aperta la fermata di Meggen Zentrum, mentre l'anno seguente fu attivata la stazione di Luzern Verkehrshaus.
Da marzo 2011, la stazione di Küssnacht fu coinvolta in altri lavori di ammodernamento e fu sostituito l'attraversamento a raso con un sottopasso.

## Caratteristiche
| Unknown route-map component "d" | Unknown route-map component "vKBHFa" |

|  | Unknown route-map component "v-STR" | Unknown route-map component "vSTRl-" | Unknown route-map component "dCONTfq" |

| Enter and exit short tunnel |

| Small non-passenger station on track |

| Enter and exit short tunnel |

| Small non-passenger station on track |

|  | Unknown route-map component "ABZgl" | Unknown route-map component "CONTfq" |

| Unknown route-map component "hKRZWae" |

| Enter and exit short tunnel |

| Unknown route-map component "CONTgq" | Unknown route-map component "ABZgr" |  |

| Station on track |

| Non-passenger station/depot on track |

| Enter and exit short tunnel |

| Enter and exit short tunnel |

| Enter and exit short tunnel |

| Stop on track |

| Station on track |

| Enter and exit short tunnel |

| Straight track + Unknown route-map component "GRZq" |

| Stop on track |

| Station on track |

| Enter and exit short tunnel |

|  | Unknown route-map component "ABZg+l" | Unknown route-map component "CONTfq" |

| Station on track |

| Continuation forward |

La linea è una ferrovia a scartamento ordinario, lunga 19,18 km, a binario semplice ed elettrificata a corrente alternata monofase con la tensione di 15.000 V alla frequenza di 16⅔ Hz.
La pendenza massima è dell'11‰. Il tratto Lucerna-Gütsch, in comune con altre ferrovie aventi come capolinea la stazione cittadina, è a doppio binario.

### Percorso
La linea ferroviaria, comprese le stazioni di Lucerna e di Immensee, ha sette tra stazioni e fermate nei comuni di Lucerna e Meggen e nel distretto di Küssnacht. Il percorso è a binario singolo, con l'unico tratto a doppio binario tra Lucerna e Gütsch; possibili incroci nelle stazioni di Küssnacht am Rigi, Meggen e Luzern Verkehrshaus.

## Traffico
La linea ferroviaria è servita con cadenza oraria dalle seguenti linee:
- S3 Lucerna-Brunnen
- IRE San Gallo-Lucerna